# Casa Byron R. Sherman
La casa Byron R. Sherman, también conocida como El Castillo o El Castillo de White Sulphur Springs, es una casa histórica ubicada en White Sulphur Springs (Montana), Estados Unidos. La edificación fue construida en 1890 y terminada en 1892 por Byron Roger Sherman, uno de los primeros pobladores de White Sulphur Springs. Su construcción tuvo un costo de 36 mil dólares.
Fue inscrita en el Registro Nacional de Lugares Históricos el 15 de septiembre de 1977. El museo del castillo es operado por la Sociedad Histórica del Condado de Meagher. Incluye muebles de época, fotografías, muestras de minerales, ropa y artefactos del pasado de la región, además cuenta con una docena de habitaciones con piso de madera y alfombras belgas y orientales.
Es una mansión de granito de dos pisos sobre un sótano elevado en la cima de una colina con vistas a la ciudad de White Sulphur Springs.